# Monte Rosenwald
Il Monte Rosenwald (in lingua inglese: Mount Rosenwald) è una montagna antartica, alta 3.450 m, nettamente distinguibile tra le testate dei ghiacciai Gallup e Baldwin, nei Monti della Regina Maud, in Antartide.   
Il monte è completamente ricoperto di neve sul versante sudoccidentale, ma presenta una parete rocciosa pressoché verticale sul versante di nordest.
Fu scoperta e fotografata dall'esploratore polare statunitense Byrd nel corso del suo volo verso il Polo Sud del novembre 1929 per la sua prima spedizione antartica. La denominazione è stata assegnata dallo stesso Byrd in onore di Julius Rosenwald (1862-1932), di Chicago, finanziatore sia della prima (1928-30) che della sua seconda (1933-35) spedizione antartica.